# Евейк
Евейк (нід. Ewijk) — село в нідерландській провінції Гелдерланд, на березі Вааля. Входить до муніципалітету Бенінген.
Раніше мало статус окремого муніципалітету, до складу Бенінгена увійшло 1980 року.

## Історія
У 1088 році Евейк з'являється, як назва «Ейнвіч (Awich)», що походить від «auici», що складається з «ee», що означає вода, і «wijk», що означає комерційна зона на латині. Фактична назва, отже, «торговий район на воді». Евейк знав різні варіанти написання протягом століть. 
Згадки про Ейнвіч були написані у 1255 році, Ейнвіч у 1331 році та Евік у 1453 році. У 1489 році Годерт ван Степрадт купив замок Доддендаель, який розташований на околиці Евейка. У XVI столітті церква володіла двома намісниками. 
Вікарій Стефана був заснований у 1510 році Годефрідом ван Степрадтом. Підвал був покритий досі існуючим надгробком Деріка ван Степредта з 1534 року. 
У 1771 році сучасна назва Евейку використовується в оголошенні про аукціон товарів від володарства Доддендаль.
Стару частину Евейк можна знайти в центрі, на Julianastraat. Стара вежа з туфу та цегли — це залишки середньовічної римо-католицької церкви в романському стилі, яку було знесено в 1918 році. Трохи далі в 1916-1917 рр. за проектом Йоса Маргрі була побудована нова парафіяльна церква Йоганна де Доперкерк. За старою вежею та церквою, яку 27 червня 2021 року зняли з богослужінь, знаходиться цвинтар. Низка будинків в околицях костелу, включно з пресвітерієм, мають статус пам’ятки в рамках заповідного вигляду села.
De Duivendonck було відкрито 13 квітня 1959 року як школу для хлопчиків і дівчаток. Він залишався на Julianastraat до переїзду на нове місце на Den Elt. Спочатку всі шкільні будівлі в Евейку були розташовані в центрі. Їх частково знесли, в результаті чого розбили парк, частково використовували комісійний магазин.
Розширення Евейку почалося в 1970-х роках. Вулиця або мікрорайон Боскамп має 9 адрес, з окремими великими будинками на просторих ділянках. Найстаріший будинок 1850 року побудови, найновіший – 1978 року.
Будівництво Vording 2 почалося в 1975 році і було завершено в 1977 році. Цей район відомий як музичний через такі назви вулиць, як Гітара, Скрипка, Горн і Труба. З 1980 року на незабудованій землі в центрі був побудований Вордінг 3. За винятком кількох двоповерхових житлових будинків, цей район структурований майже так само, як Вордінг 2, з рядовими будинками поруч із двомісними будинками та кілька окремих будинків. Багато закладів, у тому числі супермаркет, переважно розташовані на площі Де Клеф у центрі Евейка.
Наприкінці 1980-х років для району Vording 3 було складено план розширення з концепцією «Життя біля води». З цього виник житловий район Уйленбург, названий на честь колишнього замку Уйленбург. Район Уіленбург складається з однієї однойменної вулиці з 33 особняками та двоквартирними будинками в різних стилях. Рік побудови найстарішого будинку - 1990, останній будинок на вулиці - 2021. Тут багато зелені, майже всі будинки на воді. У середині 1990-х років новий житловий район Шаапсланден і Руйтерсланден був реалізований на східній околиці села. Тут теж тільки окремі будинки на великих ділянках.
Багатофункціональне житло (multifunctionele zone of multifunctioneel centrum або скорочено  MFA) Hart aan Den Elt було введено в експлуатацію у вересні 2009 року. Там розташовувалася початкова школа De Reuzepas (колишня Duivendonck, раніше школа Pius XII). У (MFA) також розташовані ігрова група KION, догляд за дітьми KION, Driestroom і Pluryn. Денний догляд за людьми похилого віку за вказівкою ВМО, який підпадає під управління Perspective Foundation у Beuningen, мав різні місця під назвою 't Praothuis, але 't Hart також переїхав у 2009 році. Завдяки своєму внутрішньому розташуванню бібліотека Евейк, яка є частиною OBGZ, працює відповідно до концепції, згідно з якою люди можуть шукати, позичати та повертати матеріали та користуватися комп’ютером навіть за відсутності персоналу. Крім того, різноманітні інші організації та особи використовують можливості та приміщення MFA для проведення виставок, зустрічей, зібрань, подій та спортивних заходів.
Кейзерсхове I розташоване навколо великого поля із залишками римських будівель, району з різноманітними типами житла, які в основному з’явилися в 2010 році. Зона розширення Keizershoeve II ('t Hof van Campe) була завершена з 2014 по 2022 рік. Крім будинків приватного сектору, тут також є початкові та орендовані будинки, які відповідають характерним традиційним будівлям Евейка. Терасові будинки, напівбудинки та окремі будинки побудовані в сільському стилі. Keizershoeve III буде готовий до будівництва у 2022 році.
У Den Elt, де будинки вже будували поетапно, влітку 2022 року почалося будівництво 22 будинків: окремих будинків, напівквартирних будинків і стійких до життя (напів) бунгало. Поставка відбудеться в середині 2023 року.
У 2015 році муніципалітет Beuningen вирішив продати історичну будівлю, в якій була розташована колишня школа Duivendonck, на певних умовах. Потім покупець розробив план реконструкції будівлі школи, у якому збережено фасади як спереду, так і з тилу. Також затверджено план будівництва нових будинків на місці тимчасових класів. Робота над проектом йде поетапно. Чи буде добудовано протягом 2023 року загалом 10 запланованих будинків, поки невідомо.
З 2014 року в Евейку в парку відпочинку De Groene Heuvels проходить фестиваль Down The Rabbit Hole.

## Галерея

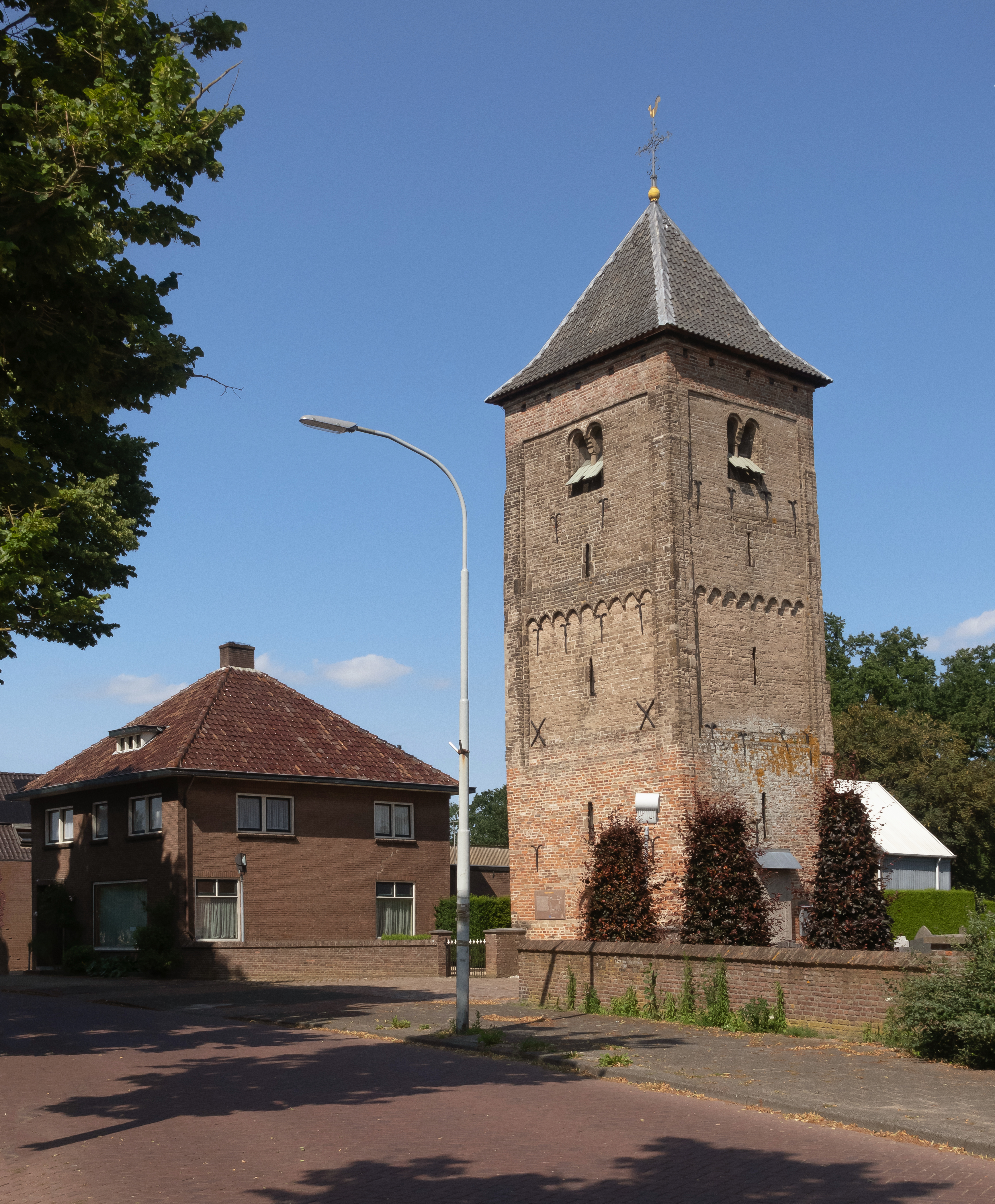
Церковна башта
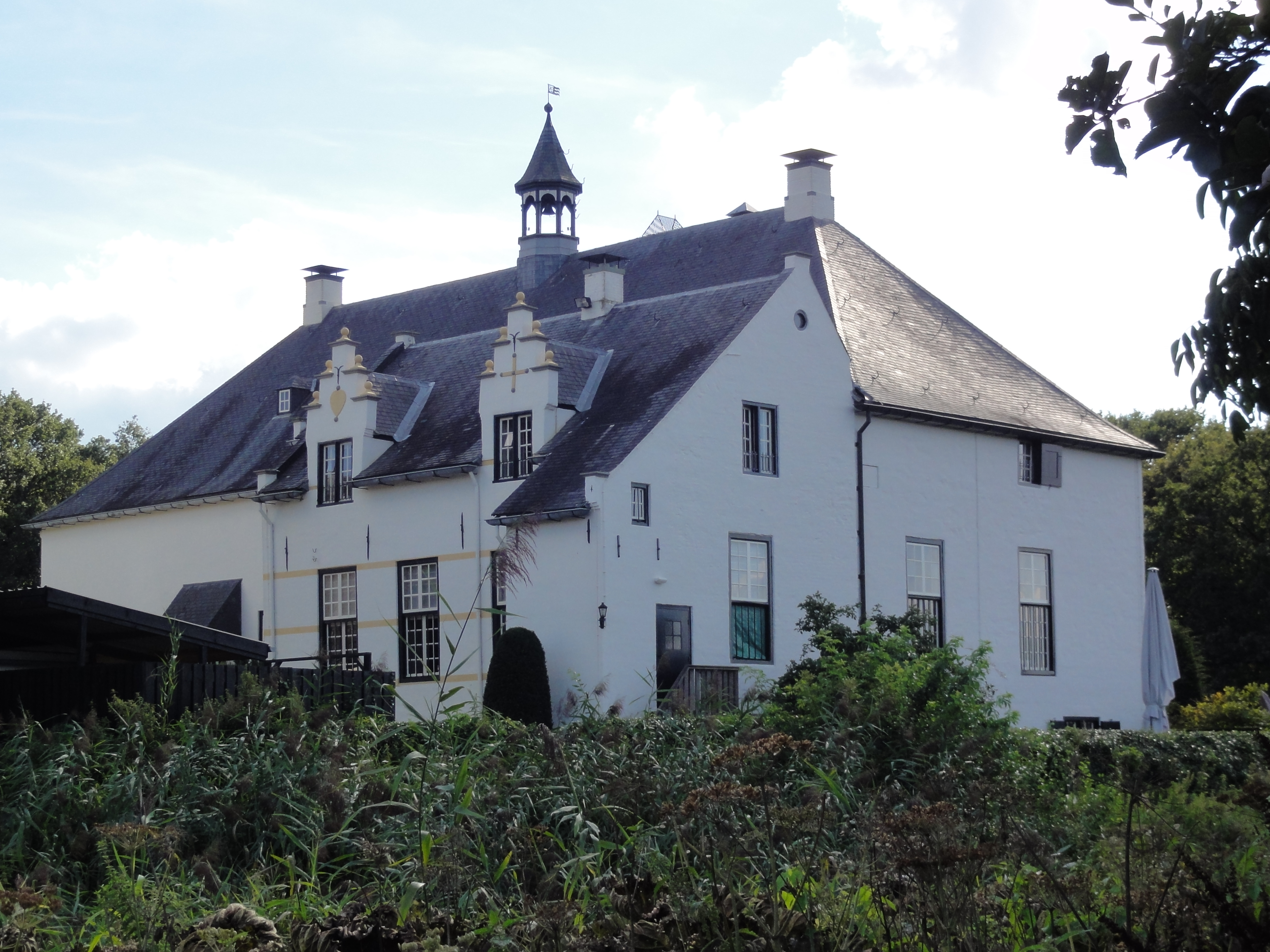
Замок Доддендал
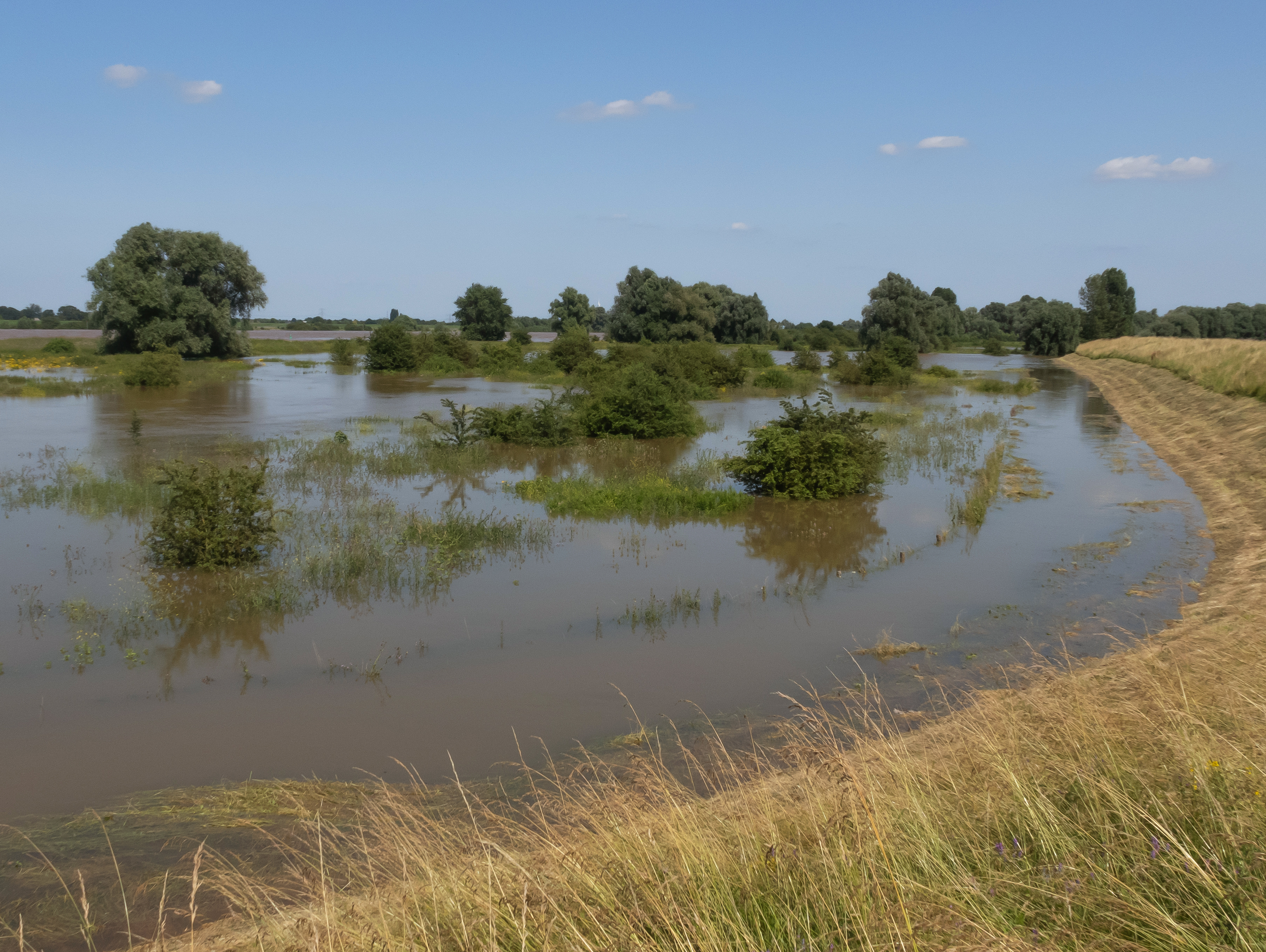
Розлив Вааля
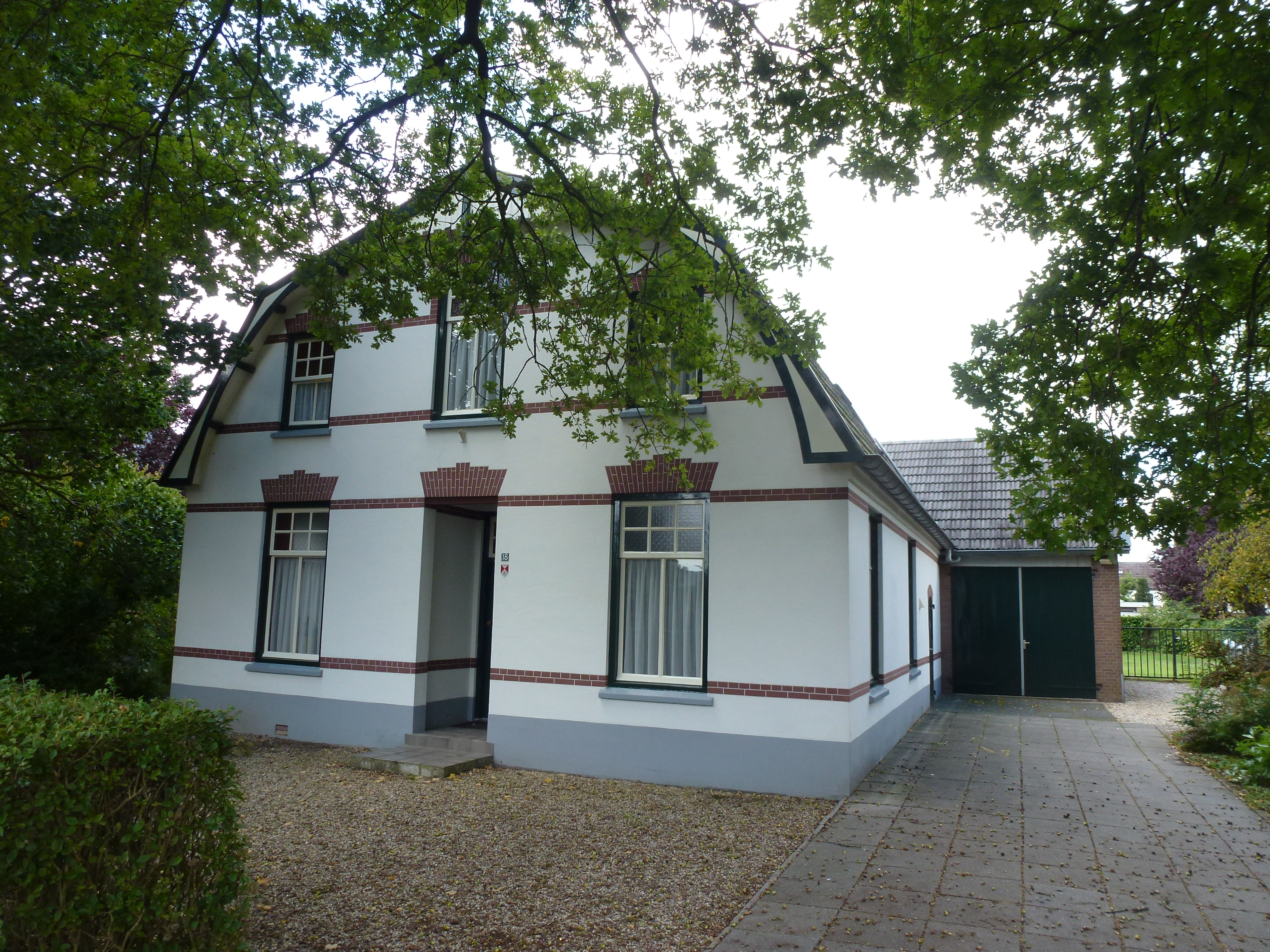
Сільський будинок